# 罈子鄉
罈子鄉，是四川省鄰水縣下轄的一個鄉級行政單位。

## 沿革
- 清代道光年間，為罈子壩場。
- 民國4年(1915年)，縣設六保衛區，為第四保衛區罈子鄉。
- 民國24年(1935年)7月1日，將6個區合併為3個區，罈子鄉和同樂鄉合併為罈同鎮，屬鄰水縣第三區。
- 1949年12月，罈同區人民政府即建立了罈同鄉公所。1953年4月24日，罈同鄉公所改稱罈子鄉人民政府。1956年1月16日，罈子鄉人民政府再改稱罈同鄉人民委員會[1]。